# Thomas Bernhard

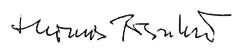
Firma

Thomas Bernhard, nato Nicolaas Thomas Bernhard (Heerlen, 9 febbraio 1931 – Gmunden, 12 febbraio 1989), è stato uno scrittore, drammaturgo, poeta e giornalista austriaco, tra i massimi autori della letteratura del Novecento, non solo di lingua tedesca.

## Biografia

### Anni dell'infanzia e della formazione
Bernhard nacque ad Heerlen, nei Paesi Bassi, il 9 febbraio del 1931, frutto d'una relazione illegittima tra la giovane viennese Herta Bernhard, figlia a sua volta dello scrittore Johannes Freumbichler e della sua consorte Anna Bernhard (Herta nacque prima del matrimonio, per ciò non portava il cognome paterno), ed il falegname e carpentiere salisburghese Alois Zuckerstätter (1905-1940); la madre difatti scelse d'abbandonare la natia Austria per i Paesi Bassi, in maniera tale da poter partorire in segreto il piccolo Thomas, lontana da occhi indiscreti. Lo scrittore non conoscerà mai il padre, che avendo a sua volta abbandonato la patria per la Germania, vi morì suicida nel 1940, avvelenandosi col gas. Bernhard verrà a conoscenza della morte del padre biologico soltanto svariati anni dopo l'accaduto.
Dall'autunno del 1931, tuttavia, madre e figlio sono nuovamente a Vienna, dove Thomas è accolto assieme alla madre dai nonni materni, in presenza dei quali, e in particolare del nonno scrittore, trascorre l'epoca che testimonierà esser stata paradisiaca. Il soggiorno presso la casa materna prosegue nel successivo spostamento (1935) che vede i Freumbichler spostarsi da Vienna a Seekirchen am Wallersee, nella provincia di Salisburgo, mentre la madre, impiegata come domestica, si trattiene a Vienna intraprendendo una relazione, presto coronata col matrimonio (1937), con Emil Fabjan, apprendista parrucchiere e attivista dell'organizzazione clandestina del Partito Comunista Austriaco, già frequentata dal fratello di lei Farald. Dalla loro unione, Herta ed Emil avranno due figli, Peter (1938), che divenne medico internista e assistette il fratello fino alla sua morte, e Susanne (1940).

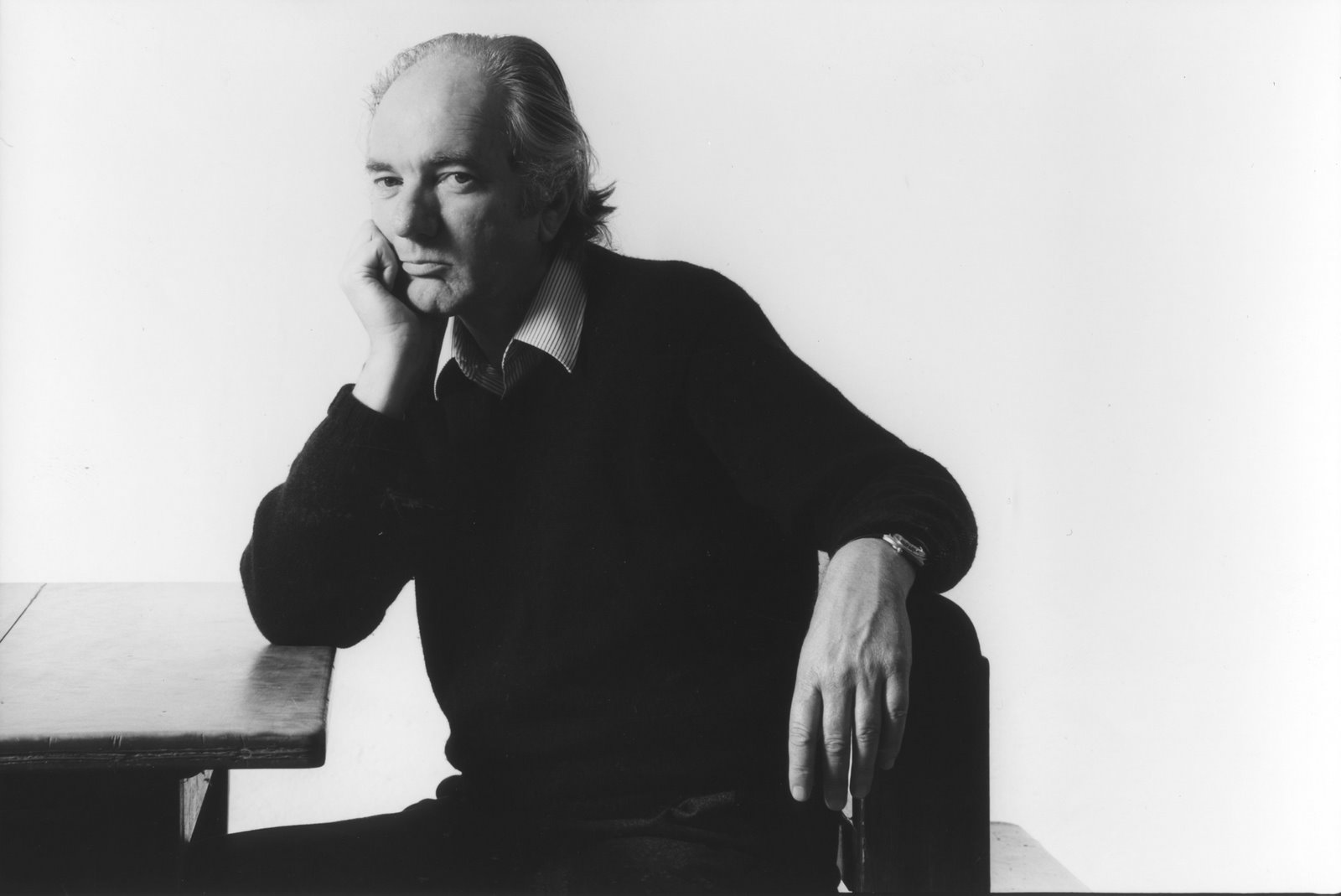
Thomas Bernhard

Emil lascia presto Vienna per Traunstein, in Baviera (Germania), permettendo entro il 1938 l'arrivo di Thomas, della madre e dei nonni. Per il primo l'esperienza scolastica, iniziata anticipatamente nel 1935 per volere del nonno che lo volle introdotto alla musica e all'arte, diventa gradualmente un'esperienza traumatica, dove si sente discriminato perché austriaco. Per Johannes Freumbichler la permanenza nella terra del Nazismo è altrettanto soffocante e conduce ad un blocco creativo che impedisce la chiusura di una seconda opera dopo il successo del primo e unico romanzo Philomena Hellenhub, valso l'attribuzione del Premio nazionale austriaco per la Letteratura. Sempre nel 1938 i nazisti annettono l'Austria.
In questa condizione, e già in crescente conflitto con la madre, il piccolo Thomas Bernhard concepisce desideri di suicidio. Il suo temperamento è tanto irrequieto da ostacolare la madre in ogni tentativo anche violento di acquietarlo. Su proposta di un assistente scolastico ella decide, siamo nel 1942, di portarlo in un istituto di rieducazione in Turingia. Thomas Bernhard descriverà questi anni come gli anni di una dura educazione all'insegna del rigore e del nazismo, dato che nel 1943 diventa il Convitto Nazionalsocialista di Salisburgo.
(da Un bambino)
Nel 1944 Salisburgo è bombardata. All'abbandono del convitto segue un breve ritorno in Germania e quindi nuovamente a Salisburgo (1945), dove il convitto nazionalsocialista è nel frattempo diventato il convitto cattolico Johanneum. Per quanto visto e vissuto, Bernhard non avrà pietà quando negli anni Settanta racconterà la realtà dell'Austria e degli austriaci. 
(Thomas Bernhard, L'origine)
Filosoficamente, nel periodo giovanile, fu invece molto importante per lui la scoperta e lo studio dell'opera di Arthur Schopenhauer, in particolare la sua opera capitale, Il mondo come volontà e rappresentazione.

### Malattia
(Thomas Bernhard, Il respiro)
Abbandonato il ginnasio nel 1947, Bernhard inizia un apprendistato in un negozio di generi alimentari proseguendo privatamente gli studi di musica e canto, ma si ammala di pleurite (conseguenza di un raffreddamento trascurato) nel 1949. Viene accolto nello stesso ospedale in cui venne ricoverato il nonno, che morì l’11 febbraio dello stesso anno. Dopo la permanenza nell’ospedale regionale di Salisburgo, viene ricoverato - ancora convalescente - nel sanatorio di Großgmain, in cui, per contagio, si ammala di tubercolosi polmonare. Per questa ragione, viene ulteriormente trasferito in un sanatorio per tisici (Grafenhof), da cui entrerà ed uscirà fino all’inizio del 1951. Negli anni '70 i danni polmonari subiti gli causeranno la sarcoidosi polmonare.

### La prima fase creativa: narrativa e giornalismo
Ventenne, Bernhard, che in sanatorio conosce Hedwig Stavianicek (la compagna di 37 anni più anziana, che frequenterà fino alla morte e che egli definiva «la persona della vita») si dedica alla prima composizione di racconti e articoli giornalistici per il "Demokratisches Volksblatt" e il "Salzburger Volksblatt" di Salisburgo. Sotto la copertura degli pseudonimi Thomas Fabjan e Niklas van Herleen appaiono nel 1950 i primi racconti. Per quanto concerne il contenuto della produzione letteraria, il racconto del 1956 Der Schweinehüter segna l'abbandono definitivo del primo idillismo, inaugurando in certo modo una nuova stagione artistica.

### La seconda fase creativa: poemi e romanzi

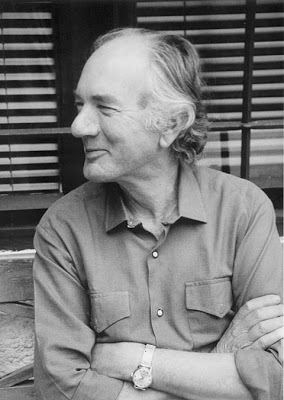
Thomas Bernhard nel 1988

È infatti per la prosa lunga, romanzi e poemi, la nuova attenzione di Bernhard, benché appaiano in questi anni poesie liriche singole e raccolte. Subita per breve tempo l'influenza del rapporto di conoscenza con il compositore Gerhard Lampersberg e della moglie Maja, promotori di un circolo artistico storicamente noto come Thonhof, decide infine di interrompere il rapporto e compie alcuni viaggi all'estero.
Nel 1963 appare il romanzo Gelo (Frost) che venne acclamato dalla critica - omonimo a una raccolta di 140 poesie la cui pubblicazione fu invece rifiutata nel 1961 dall’editore Otto Müller.
Nel 1964, gli fu conferito il Premio Julius Campe e uscirà il lavoro più stimato dallo stesso Bernhard: Amras (1964). In un’intervista al «Die Presse» del 1984, l’autore definirà Amras il «libro prediletto». A riprova della sua predilezione per Amras, Bernhard citerà il titolo di questa opera in Estinzione. Del 1967 è Perturbamento (Verstörung), mentre nuove pubblicazioni di poesia accompagnano la produzione narrativa.
L'apparizione di Una festa per Boris (Ein Fest für Boris, 1970), prima opera teatrale di Bernhard, inaugura ancora una svolta nel percorso artistico dell'autore ormai in modo crescente al centro di aspre o entusiastiche critiche nel dibattito culturale nazionale.

### Il teatro
A causa della già citata tisi trascorre gli anni fra il 1949 e il 1951 all'ospedale privato Grafenhof presso St.Veit im Pongau. Studia poi come attore al Mozarteum di Salisburgo (1955-1957). Dopo gli studi comincia a lavorare come autore indipendente.

### La morte

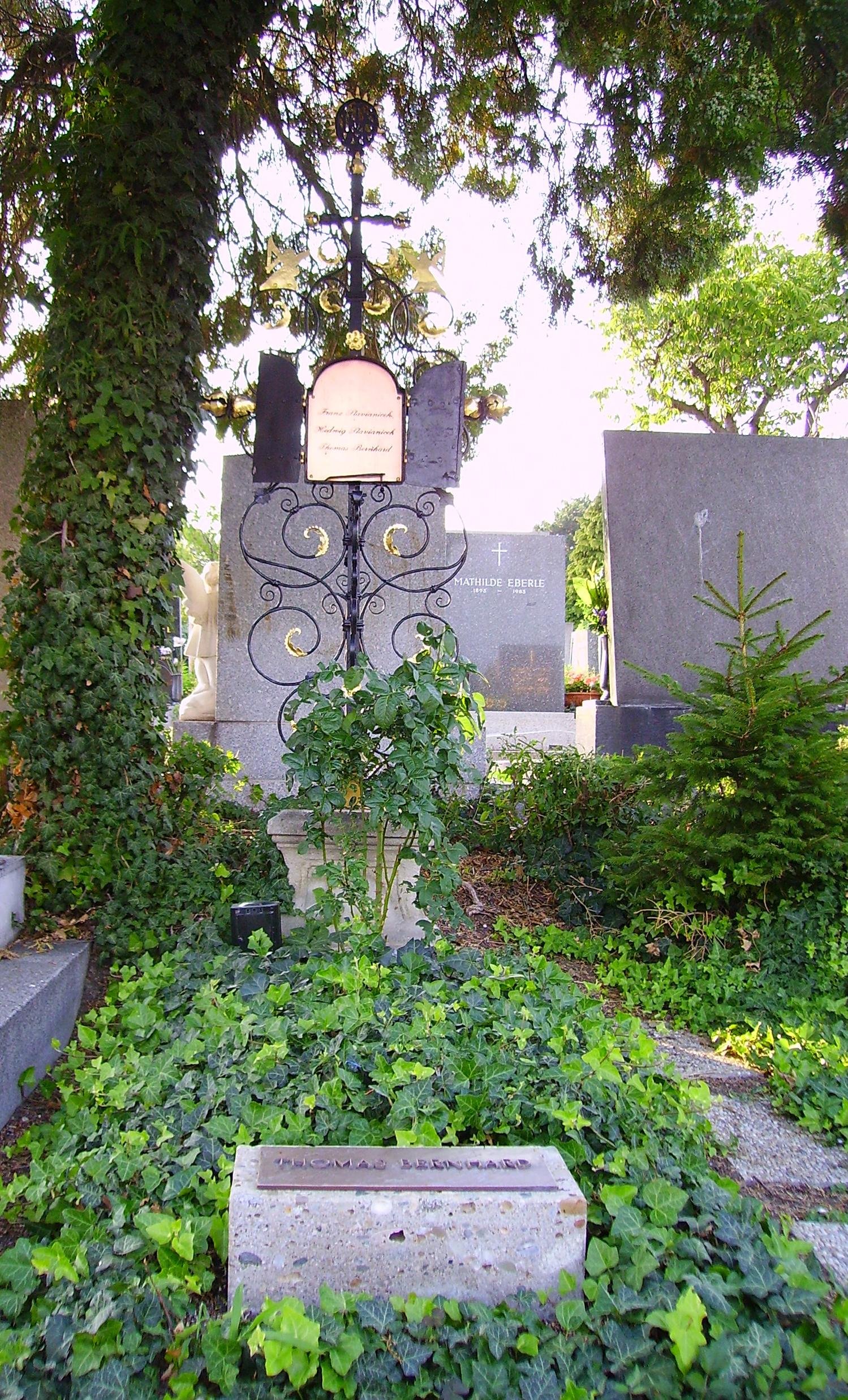
Sepoltura di Bernhard e dei coniugi Stavianicek

Dopo la prima della sua ultima opera teatrale, Heldenplatz, sua ultima apparizione pubblica, lo scrittore ebbe un collasso in seguito a una grave polmonite. Tre mesi dopo, Bernhard morì, il 12 febbraio del 1989 a 58 anni, assistito dal fratello nella sua casa di Ohlsdorf, vicino a Gmunden, nel nord dell'Austria, a causa delle conseguenze della cardiomiopatia dilatativa insorta nel 1980 a seguito della sarcoidosi. Il fratello medico, dr. Peter Fabjan, smentì la voce secondo cui lo scrittore avesse fatto ricorso al suicidio assistito tramite overdose di barbiturici, asserendo che la causa di morte fu un attacco cardiaco. Bernhard aveva dato disposizioni (poi in parte disattese) affinché non fosse pubblicato nulla del materiale rimasto inedito e che i suoi lavori non fossero più distribuiti, né rappresentati in Austria. 
(Testamento di Bernhard)
La sua morte viene annunciata il 16 febbraio, solo dopo il funerale.
La sua casa è attualmente un museo, di cui una delle maggiori attrattive sono le oltre cento paia di scarpe appartenute a Bernhard.

### La "persona della sua vita"
(Thomas Bernhard, Cemento)
Raramente nell'opera bernhardiana viene toccato il tasto delle donne, fatta eccezione per quella che lui definisce la "persona della sua vita" ("Lebensmensch", definizione che si trasforma addirittura in "zia" nell'ultima opera postuma I miei premi). Si tratta di Edwige (Hedwig) Hofbauer Stavianicek, nata nel 1894 e morta novantenne nel 1984, cinque anni prima della morte dello scrittore, quando questi aveva 53 anni.

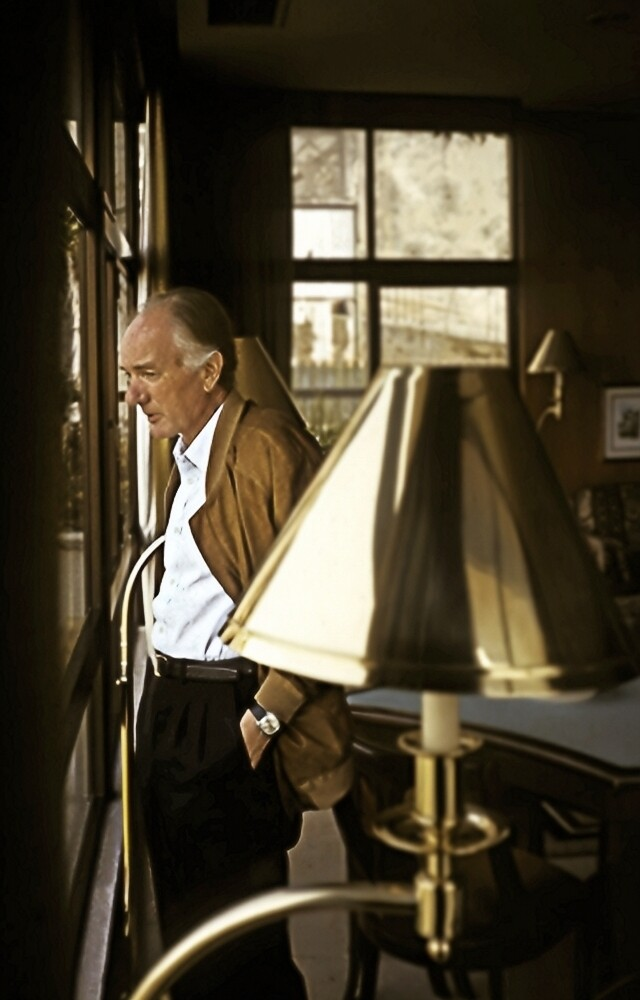
Thomas Bernhard (1987)

La Hofbauer sposa nel 1933 il dr. Franz Stavianicek, maturo funzionario ministeriale viennese, che muore nel 1944 all'età di 70 anni. Nel 1949 la Stavianicek, cinquantacinquenne, incontra nel sanatorio di Grafenhof il diciottenne Bernhard, e da lì in poi si instaurerà tra i due un rapporto di amicizia intima, stima e "compagnia" (da ricordare che tra il 1949 e il 1951 lo scrittore perde sia l'adorato nonno materno che la madre), che durerà fino alla scomparsa della Stavianicek. Fu per lui, secondo il fratellastro con cui ebbe un difficile ma continuo rapporto, quasi un amore platonico o una madre adottiva, un rapporto simile a quello di Rousseau con Madame de Warens, ma senza implicazioni sessuali e romantiche, nonché una figura di mezzo fra una tutrice, mentore ed una mecenate.
Il fratellastro Peter Fabjan descrive Bernhard come asessuale e misantropo: «Se Beethoven ha composto la sua “Nona Sinfonia” in uno stato di sordità assoluta, Bernhard ha lavorato in uno stato di sordità interiore quando si trattava di scrivere», aveva sempre bisogno di uno “sparring partner”, cioè di una controparte con cui litigare, «così da poter accendere una scintilla nella sua vita», il suo comportamento era come «quello di un vampiro», ad eccezione verso Hedwig. Grazie a lei il futuro scrittore poté riprendersi dal dolore della guerra, del nazismo e dai lutti famigliari. Il rapporto fu davvero importantissimo e per certi versi indissolubile, se si pensa che Thomas Bernhard riposa nella stessa tomba dei coniugi Stavianicek, nel cimitero di Grinzing a Vienna.

## Lavoro
Spesso criticato nel suo paese come Nestbeschmutzer (il cui significato italiano è simile ad "esterofilo", ma più dispregiativo, letteralmente sporca-nido, analogo all'espressione italiana "sputare nel proprio piatto") per la sua visione critica dell'Austria, Bernhard ebbe grande fortuna all'estero. I suoi protagonisti (spesso giovani studenti) denunciano il desolato spettacolo della "stupidità della popolazione" austriaca; lo stato austriaco (spesso chiamato "cattolico-nazional-socialista" specialmente in seguito alla diffusione dell'austrofascismo e all'acquiescenza generale del popolo verso l'Anschluss e il Terzo Reich), viene descritto come una nazione al collasso economico, sociale e artistico, e anche per questo motivo Bernhard è più apprezzato all'estero che in patria, sebbene alcuni lo abbiano stimato come una coscienza critica del Paese.
(da L'origine)

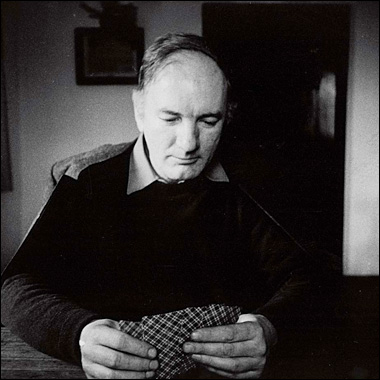
Bernhard nel 1986

La sua produzione è molto influenzata dalla sensazione di solitudine (provata soprattutto nell'infanzia e nell'adolescenza) e dal suo male incurabile, che gli fece vedere la morte come ultima essenza dell'esistere, nonché dal pessimismo e dall'antinatalismo.
(da Goethe muore)
I suoi lavori sono generalmente lunghi monologhi sulla situazione del mondo e su come esso influisce sulle situazioni concrete; ciò vale sia per i suoi romanzi sia per le opere teatrali, dove lo spettatore è considerato come l'altra parte di un dialogo.
Le tematiche dei suoi lavori non si limitano però a questo, dato che le sue opere riflettono anche sull'isolamento e l'auto-decomposizione delle persone che cercano la perfezione. La Perfezione, per Bernhard, è impossibile da trovare, poiché essa significa stagnazione o addirittura morte.
"Es ist alles lächerlich, wenn man an den Tod denkt" (Ogni cosa è ridicola, se paragonata alla morte) fu il suo commento quando ricevette un premio nazionale austriaco (premio comunque minore) nel 1968, commento che causò uno scandalo pubblico e che non fece altro che aumentare la sua fama. Il suo romanzo Holzfällen (A colpi d'ascia, 1984) appena pubblicato venne sequestrato a seguito della querela per diffamazione da parte di un compositore che si proclamava suo amico e che si riconosceva nel protagonista. Molte delle sue opere, su tutte Heldenplatz (Piazza degli Eroi, 1988), furono pesantemente criticate dagli ambienti più conservatori, che lo accusarono di sminuire la reputazione dell'Austria. Heldenplatz fu inoltre messo in scena dal controverso regista del Burgtheater Claus Peymann.
Nota fu anche la sua dura critica alla persona e al pensiero del filosofo tedesco Martin Heidegger, che aderì brevemente al nazismo.
Thomas Bernhard è annoverato tra gli scrittori compresi nel Canone Occidentale, compilato dal famoso critico letterario statunitense Harold Bloom.

## Opere

### Romanzi e racconti
- Gelo (Frost, 1963), trad. Magda Olivetti, Collana Supercoralli, Torino: Einaudi, 1986, ISBN 978-88-065-9436-7; Prefazione di Pier Aldo Rovatti, Collana Letture n.11, Einaudi, 2008, ISBN 978-88-061-8730-9; Milano, Adelphi, 2024.
- Amras (Amras, 1964), trad. Magda Olivetti, Collana Nuovi Coralli n.418, Torino: Einaudi, 1989, ISBN 978-88-061-1596-8; con una nota di Luigi Reitani, Milano: SE, 2005, ISBN 978-88-771-0338-3; Prefazione di Vincenzo Quagliotti, Collana Letture, Einaudi, 2019, ISBN 978-88-062-1318-3.
- Prosa (Prosa, 1967), Frankfurt am Main: Suhrkamp, 1967. La raccolta di racconti contiene:
  - Attaché an der französischen Botschaft – Das Verbrechen eines Innsbrucker Kaufmannssohns – Der Zimmerer – Die Mütze – Jauregg – Zwei Erzieher;
  - È una tragedia? È una commedia? (Ist es eine Komödie? Ist es eine Tragödie?), poi ripubblicato in Adelphiana, trad. Vittoria Rovelli Ruberl, 1971 e in Aut Aut, 325, 2005, pp. 17–21.
- Perturbamento (Verstörung, 1967), trad. e nota di Eugenio Bernardi, Milano: Adelphi, 1981.
- Ungenach (Ungenach. Erzählung, 1968, racconto), trad. Eugenio Bernardi, Collana Nuovi Coralli n.473, Torino: Einaudi, 1993, ISBN 978-88-061-3008-4; Ungenach. Una liquidazione, Collana Piccola Biblioteca n.766, Milano, Adelphi, 2021, ISBN 978-88-459-3599-2.
- La partita a carte. Un'eredità (Watten. Ein Nachlaß, 1969, romanzo breve), Collana Nuovi Coralli n.357, trad. Magda Olivetti, Torino: Einaudi, 1983, ISBN 88-06-05675-1.
- Eventi (Ereignisse, 1969, racconti), trad. e nota di Luigi Reitani, Milano: SE, 1989. Contiene anche:
  - 1968 Discorso in occasione del conferimento del Premio di Stato austriaco per la letteratura (Rende anläﬂlich der Verleihung des österreichischen Staatspreises für Literatur);
- Al limite boschivo (An der Baumgrenze, 1969, racconto), trad. Enza Gini (in L'italiano, Parma: Guanda, 1981, pp. 45–55; poi ripubblicato come Al limite boschivo). Il volume Guanda contiene anche i racconti:
  - L'italiano. Frammento (Der Italiener. Fragment), già in «Insel-Almanach auf das Jahr 1965», Frankfurt am Main, 1964, pp. 83–93; poi in An der Baumgrenze. Erzählungen. Zeichnungen von Anton Lehmden, Salzburg, 1969; poi in Der Italiener, Salzburg, 1971 (con Notiz e Drei Tage). Base dell'omonimo film di Ferry Radax, nel 1972.
  - Kulturer (Der Kulturer). Il racconto è anche alla base del film con Helmut Qualtinger, Werner Schneyder, regia di Vojtěch Jasný.
- La fornace (Das Kalkwerk, 1970), trad. Magda Olivetti, Torino: Einaudi, 1984; Milano, Adelphi, 2022.
- Camminare (Gehen, Frankfurt am Main: 1971, racconto), trad. di Giovanna Agabio, Milano: Adelphi, 2018, ISBN 978-88-459-3257-1.
- Midland a Stilfs. Tre racconti (Midland in Stilfs. Drei Erzählungen, Frankfurt am Main, 1971), trad. Giovanna Agabio, Milano, Adelphi, 2020. Contiene:
  - Sull'Ortles. Notizie da Gomagoi (Am Ortler. Nachricht aus Gomagoi); Midland a Stilfs (Midland in Stilfs); Il mantello di Loden (Der Wetterfleck)
- Tre giorni (Drei Tage, 1971, racconto), trad. Anna Calligaris, in Aut Aut, 325, 2005, pp. 8–16.
- Correzione (Korrektur, 1975), trad. Giovanna Agabio, Collana Supercoralli, Torino: Einaudi, 1995, ISBN 978-88-061-3652-9; Prefazione di Vincenzo Quagliotti, Collana Letture n.49, Einaudi, 2013, ISBN 978-88-062-1688-7.
- Il loden. Racconti (Der Wetterfleck. Erzählungen, 1976), trad. e presentazione di Giulia Ferro Milone, Roma: Theoria, 1988.
- Le celebrità (Die Berühmten, 1976), in Stücke, vol. 2.
- L'imitatore di voci (Der Stimmenimitator, 1978, racconti), trad. Eugenio Bernardi, Milano: Adelphi, 1987.
- Ja (Ja, 1978, romanzo breve), trad. Claudio Groff, Milano: Guanda 1983-2003; col titolo Sì, Guanda, 2012.
- I racconti (Die Erzählungen, 1979).
- I mangia a poco (Die Billigesser, 1980), trad. Eugenio Bernardi, Milano: Adelphi, 2000.
- Cemento (Beton, 1982), trad. Claudio Groff, con una nota di Luigi Reitani, Milano: SE, 1990,
- Il nipote di Wittgenstein. Un'amicizia (Wittgensteins Neffe. Eine Freundschaft, 1982), trad. Renata Colorni, Milano: Adelphi, 1989.
- Il soccombente (Der Untergeher, 1983), trad. Renata Colorni, Milano: Adelphi, 1985.
- A colpi d'ascia. Un'irritazione (Holzfällen. Eine Erregung, 1984), trad. Agnese Grieco e Renata Colorni, Milano: Adelphi, 1990.
- Antichi Maestri. Commedia (Alte Meister. Komödie, 1985), trad. Anna Ruchat, Milano: Adelphi, 1992.
- Estinzione. Uno sfacelo (Auslöschung. Ein Zerfall, 1986), trad. Andreina Lavagetto, Milano: Adelphi, 1996.
- In alto. Tentativo di salvezza, nonsenso (In der Höhe. Rettungsversuch, Unsinn, 1989), trad. Giovanna Agabio, Parma: Guanda, 1990. [è un frammento del romanzo incompleto Schwarzach St. Veit, scritto nel 1959]
- Goethe muore (Goethe schtirbt, 2010), traduzione di Elisabetta Dell’Anna Ciancia, Collana Piccola Biblioteca n.639, Milano, Adelphi, 2013, ISBN 978-88-459-2759-1. [raccolta di 4 racconti]

### Narrativa autobiografica
- L'origine. Un accenno. Vol. I dell'Autobiografia (Die Ursache. Eine Andeutung, 1975), trad. Umberto Gandini, Milano: Adelphi, 1982[5]
- La cantina. Una via di scampo. Vol. II dell'Autobiografia (Der Keller. Eine Entziehung, 1976); trad. Eugenio Bernardi, Milano, Adelphi, 1984[5]
- Il respiro. Una decisione. Vol. III dell'Autobiografia (Der Atem. Eine Entscheidung, 1978), trad. Anna Ruchat, Milano: Adelphi, 1989[5]
- Il freddo. Una segregazione. Vol. IV dell'Autobiografia (Die Kälte. Eine Isolation, 1981), trad. Anna Ruchat, Milano: Adelphi, 1991[5]
- Un bambino. Vol. V dell'Autobiografia (Ein Kind, 1982), trad. Renata Colorni, Milano: Adelphi, 1994[5]
- I miei premi (Meine Preise, 2009), traduzione di Elisabetta Dell’Anna Ciancia, Collana Piccola Biblioteca n.590, Milano, Adelphi, 2009, ISBN 978-88-459-2437-8. [pubblicato postumo]
- Autobiografia, a cura di Luigi Reitani, Collana La Nave Argo n.14, Milano, Adelphi, 2011, ISBN 978-88-459-2638-9. [contiene: L'origine, La cantina, Il respiro, Il freddo, Un bambino]

### Poesia
- Sulla terra e all'inferno  (Auf der Erde und in der Hölle, Salzburg, 1957) trad. di Stefano Apostolo e Samir Thabet, con una postfazione di Franz Haas, Milano: Crocetti, 2020.
- In hora mortis (In Hora Mortis, 1958), trad. e nota di Luigi Reitani, Milano: SE, 2002.
- Sotto il ferro della luna (Unter dem Eisen des Mondes, 1958), Prima edizione: traduzione e nota di Samir Thabet, Milano: Crocetti, 2015. Seconda edizione riveduta, trad. di S. Thabet, Milano: Crocetti, 2020.
- Ave Virgilio. Carme (Ave Vergil. Gedicht, 1981), trad. e introduzione di Anna Maria Carpi, Parma: Guanda, 1991.

NOTA. I maggiori cicli poetici e alcuni gruppi di poesie furono raccolti nel 1991 da Volker Bohn: v. Th. Bernhard, Gesammelte Gedichte, hrsg. von V. Bohn, Suhrkamp, Frankfurt am Main, 1991. A decenni di distanza Raimund Fellinger curò il volume interamente dedicato alla poesia di Bernhard, arricchendo l’antologia del 1991 con una rielaborazione (inedita) di ‘’Auf der Erde und in der Hölle’’ e con l‘inedito ciclo poetico ‘’Frost’’, e dotando il volume di un'ampia postfazione e di numerose Note circa l‘Entstehunsgeschichte dei singoli componimenti: v. Th. Bernhard, Werke, Band XXI, Gedichte, hrsg. von R. Fellinger, Suhrkamp, Berlin 2015. 
(A lato si può ricordare che lo stesso Bernhard fu curatore dell’opera poetica di Christine Lavant, v. Ch. Lavant, Gedichte, Suhrkamp, Frankfurt am Main 1987).

### Altro
- Le rose del deserto (Die Rosen der Einöde, libretto per balletto, voci e orchestra), Frankfurt am Main, 1959.

### Interviste
- Conversazioni (Gespräche mit Thomas Bernhard, 1989), a cura di Kurt Hofmann, trad. Elisabetta Niccolini, Parma: Guanda, 1989.
- Un incontro. Conversazioni con Krista Fleishmann (Eine Begegnung. Gespräche mit Krista Fleischmann, 1991), trad. Alessandra Rovagnati, nota di Luigi Reitani, Milano: SE, 2003.
- Von einer Katastrophe in die andere. 13 Gespräche mit Thomas Bernhard, a cura di S. Dreissinger, Weitra, 1992.
- Thomas Bernhard et les siens (1993), a cura di Gemma Salem, Paris: Gallimard, 2005. [incontri, testimonianze e interviste con chi l'ha conosciuto e frequentato]
- Thomas Bernhard - Peter Hamm, Una conversazione notturna (Sind Sie gern bose?, Suhrkamp Verlag, Berlin, 2011), trad. Elsbeth Gut Bozzetti, Collana Scorciatoie, © Portatori d'acqua, 2020, ISBN 978-88-98779-10-9. [critica letteraria, intervista]

### Epistolari
- Thomas Bernhard – Karl Ignaz Hennetmair, Ein Briefwechsel. 1965–1974, Verlag Bibliothek der Provinz, Weitra 1994, ISBN 3-85252-025-8.
- Raimund Fellinger, Martin Huber, Julia Ketterer (a cura di), Thomas Bernhard – Siegfried Unseld, Der Briefwechsel, Suhrkamp Verlag, Frankfurt am Main 2009, ISBN 978-3-518-41970-0.
- Raimund Fellinger, Martin Huber (a cura di), Thomas Bernhard – Gerhard Fritsch, Der Briefwechsel, Korrektur Verlag, Mattighofen, Oberösterreich 2013, ISBN 978-3-9503318-1-3.
- Raimund Fellinger (a cura di), Anneliese Botond, Briefe an Thomas Bernhard, Korrektur Verlag, Mattighofen, Oberösterreich, 2018, ISBN 978-3-9503318-8-2.

### Opere raccolte
- Gesammelte Gedichte, a cura di Volker Bohn, cioè: Auf der Erde und in der Hölle (1957), In hora mortis (1958), Unter dem Eisen des Mondes (1958), Die Irren. Die Häftkinge (1962), Ave Virgil (1981), Frost (1991), Frankfurt am Main: Suhrkamp, 1991.
- Werke in 22 Bänden, a cura di Wendelin Schmidt-Dengler, Martin Huber, Renate Langer, Manfred Mittermayer e Jean-Marie Winkler, Frankfurt am Main: Suhrkamp, 2003-09. Contiene: I. Frost (2003); II. Verstörung (2003); III. Das Kalkwerk (2004); IV. Korrektur (2005); V. Beton (2006); VI. Der Untergeher (2006); VII. Holzfällen (2007); VIII. Alte Meister (2008?); IX. Auslöschung (2008); X. Autobiographie (2004); XI. In der Höhe. Amras. Der Italiener. Der Kurlturer (2004); XII. Ungenach. Wate. Gehen (2006); XIII. Erzählungen III (2008); XIV. Erzählungen. Kurzprosa (2003); XV. Dramen I (2004); XVI. Dramen II (2005); XVII. Dramen III (2008); XVIII. Dramen IV (2007); XIX. Dramen V (2008); XX. Dramen VI (2009); XXI. Gedichte (2008); XXII. Der öffentliche Berhard (2009).

### Teatro
- 1970 Una festa per Boris (Ein Fest für Boris): prima rappresentazione allo Schauspielhaus di Amburgo; regia di Claus Peymann; con Judith Holzmeister; tr. Roberto Menin (in Teatro I, Milano: Ubulibri, 1982: Torino: Einaudi, 2015).
- 1972 L'ignorante e il folle (Der Ignorant und der Wahnsinnige): prima rappresentazione sabato 29 luglio al Festival di Salisburgo; regia di Claus Peymann, scenografia di Karl-Ernst Herrmann, costumi di Moidele Bickel; con Bruno Ganz, Ulrich Wildgruber, Otto Sander, Angela Schmid, Maria Singer; tr. Roberto Menin (in Teatro IV, Milano: Ubulibri, 1999).
- 1974 La brigata dei cacciatori (Die Jagdgesellschaft): prima rappresentazione al Burgtheater di Vienna; regia di Claus Peymann, scenografia di Herrmann; con Judith Holzmeister, Joachim Bißmeier, Werner Hinz; tr. Italo Alighiero Chiusano (in Teatro II, Milano: Ubulibri, 1984: Torino: Einaudi, 2015).
- 1974 La forza dell'abitudine (Die Macht der Gewohnheit): prima rappresentazione al Salzburger Festspiel; regia di Dieter Dorn, scenografie di Wilfried Minks; con Bernhard Minetti, Anita Lochner; tr. Umberto Gandini (in Teatro I, Milano: Ubulibri, 1982: Torino: Einaudi, 2015).
- 1975 Il presidente (Der Präsident); tr. Eugenio Bernardi (in Teatro V, Milano: Ubulibri, 2004);
- 1977 Minetti. Ritratto di un artista da vecchio (Minetti. Ein Portrait des Künstlers als alter Mann): prima rappresentazione al Württembergischer Staatstheater di Stoccarda; regia di Claus Peymann, scenografia di Herrmann; con Bernhard Minetti nel ruolo del protagonista; tr. Umberto Gandini (in Teatro II Ubulibri 1984: Torino: Einaudi, 2015);
- 1978 Immanuel Kant (Immanuel Kant); tr. Umberto Gandini (in Teatro IV, Milano: Ubulibri, 1999);
- 1979 Il riformatore del mondo (Der Weltverbesserer): prima rappresentazione allo Schauspielhaus di Bochum; regia di Claus Peymann, scenografia Herrmann; con Bernhard Minetti, Edith Heerdegen); tr. Roberto Menin (in Teatro I, Milano: Ubulibri, 1982: Torino: Einaudi, 2015);
- 1979 Prima della pensione. Una commedia dell'anima tedesca (Vor dem Ruhestand. Eine Komödie von deutscher Seele); tr. Roberto Menin (in Teatro IV, Milano: Ubulibri, 1999);
- 1981 Su tutte le cime la pace (Über allen Gipfeln ist Ruh): prima rappresentazione allo Schauspielhaus di Bochum; regia di Alfred Kirchner; con Traugott Buhre;
- 1981 Alla meta (Am Ziel): prima rappresentazione al Salzburger Festspiel; regia di Claus Peymann, scenografia di Herrmann; con Marianne Hoppe; tr. Eugenio Bernardi (in Teatro II, Milano: Ubulibri, 1984: Torino: Einaudi, 2015);
- 1983 L'apparenza inganna (Der Schein trügt): prima rappresentazione allo Schauspielhaus di Bochum; regia di Claus Peymann, scene di Erich Wonder; con Bernhard Minetti; tr. Roberto Menin (in Teatro III, Milano: Ubulibri, 1991);
- 1984 Il teatrante (Der Theatermacher): prima rappresentazione al Salzburger Festspiel 1985; regia di Claus Peymann, scene di Herrmann; con Traugott Buhre, Hugo Lindinger, Kirsten Dene, Martin Schwab, Josefin Platt; più tardi riproposto nei medesimi ruoli e nella medesima veste allo Schauspielhaus di Bochum e al Burgtheater (1986); dopo la morte di Lindigers, con Sepp Bierbichler nel ruolo dell'oste; tr. Umberto Gandini (in Teatro V, Milano: Ubulibri, 2004);
- 1984 Ritter, Dene, Voss (Ritter, Dene, Voss): prima rappresentazione al Salzburger Festspiel, 1986; regia di Claus Peymann, scene di Herrmann; con Ilse Ritter, Kirsten Dene, Gert Voss; riproposto più tardi all'Akademietheater, 1986, e dal Berliner Ensemble, 2004; tr. Eugenio Bernardi (in Teatro III, Milano: Ubulibri, 1991);
- 1986 Semplicemente complicato (Einfach kompliziert). Prima rappresentazione al Schillertheater di Berlino; con Bernhard Minetti. Più tardi riproposto all'Akademietheater; tr. Umberto Gandini (in Teatro III, Milano: Ubulibri, 1991);
- 1987 Elisabetta II (Elisabeth II): prima rappresentazione al Schillertheater; con Kurt Meisel; tr. Umberto Gandini (in Teatro V, Milano: Ubulibri, 2004);
- 1988 A Doda - Alles oder nichts - Eis, Freispruch Maiandacht. Ein Volksstück als wahre Begebenheit [Meiner Kindheitsstadt Traunstein gewidmet] - Match - Der deutsche Mittagstisch, in Der deutsche Mittagstisch. Dramolette, Frankfurt am Main, Suhrkamp, 1988
- 1988 Piazza degli Eroi (Heldenplatz): prima rappresentazione al Burgtheater; regia di Claus Peymann, scene di Herrmann Beil; con Wolfgang Gasser, Kirsten Dene, Elisabeth Rath, Marianne Hoppe; trad. e prefazione di Rolando Zorzi, Milano: Garzanti, 1992.
- 1990 Claus Peymann compra un paio di pantaloni e viene con me a mangiare, e altri dramoletti (Claus Peymann kauft sich eine Hose und geht mit mir essen. Drei Dramolette), cioè: Claus Peymann verläßt Bochum und geht als Burgtheaterdirektor nach Wien (1986), Claus Peymann kauft sich eine Hose und geht mit mir essen (1986) e Claus Peymann und Hermann Beil auf der Sulzwiese (1987); trad. Elisabetta Niccolini, Milano: Ubulibri, 1990.

### Opere in quotidiani, riviste e antologie
- 1950 Das rote Licht (con lo pseudonimo Thomas Fabian), in «Salzburger Volksblatt», 19-06-1950;
- 1950 Vor eines Dichters Grab (con lo pseudonimo Nikklas van Heerlen), in «Salzburger Volksblatt», 12-07-1950;
- 1951 Die Siedler (con lo pseudonimo Thomas Fabian), in «Salzburger Volksblatt», 8-09-1951;
- 1952 Mein Weltenstück, in «Münchner Merkur», 22-04-1952 (poi in Die ganze Welt in meines Herzens Enge. Anthologie junger Salzburger Lyrik, Salzburg, 1955, pp. 58–63);
- 1953 Der große Hunger, in «Demokratisches Volksblatt», 15-10-1953;
- 1953 Die verrückte Magdalena, in «Demokratisches Volksblatt», 17-01-1953;
- 1953 Sieben Tannen, die die Welt bedeuten, in «Demokratisches Volksblatt», 24-12-1953;
- 1954 Betagte Landschaft - Die Landschaft der Mutter - Kreuzgang im Kloster Nonnberg - Sankt Sebastian in der Linzer Gasse, in «Handschreiben der Stifterbibliotek», 13, 1954;
- 1954 Großer, unbegreiflicher Hunger - Biographische Notiz, in Hans Weigel (a cura di), Stimmen der Gegenwart, Wien, 1954, p. 259;
- 1954 Das Augustiner-Bräustübl - Dorotheum - Nacht in Salzburg - Rund um Mozart, in Josef Kaut (a cura di), Salzburg von A-Z, Salzburg, 1954;
- 1954 Friedhof in Seekirchen - Im Dom - Im Hofe von St. Peter - Salzburg, in «Die Furche», 31-07-1954;
- 1955 Am Abend - Aufzuwachen und ein Haus zu haben... - Heimkehr - Lied der Magd, Mein Weltenstück - Pfarrgarten in Henndorf, in Die ganze Welt in meines Herzens Enge. Anthologie junger Salzburger Lyrik, Salzburg, 1955, pp. 58–63;
- 1956 Das Jahr ist wie das Jahr vor tausend Jahren, in «Wort in der Zeit», 6, 1956, p. 34 e segg.;
- 1956 Der Schweinehüter, in Hans Weigel (a cura di), «Stimmen der Gegenwart», Wien und München, 1956, pp. 158–79;
- 1956 Die Dörfler - Mein Vater, in «Stillere Heimat», a cura del Kulturamt der Stadt Linz, Innsbruck, 1956, p. 78 e segg.;
- 1956 Im Gras - Immer fragen sie nach mir, in «Wort in der Zeit», 6, 1956, p. 34 e segg.;
- 1961 An W. H. - Buern - Grenadiere - Großmächtiges Tabernakel des Windes - Roßhändler Schützt mich Zerfressener Apri, in Neue Gedichte, «Wort in der Zeit», 7, 1961, pp. 20–22, poi in Gerhard Fritsch (a cura di), Frage und Formel. Gedichte einer jungen österreichischen Generation, Salzburg, 1963, pp. 86–97;
- 1961 In der Bibel - Mir ist der Mond zu schad, in Lyrik aus dieser Zeit, München e Esslingen, 1961, p. 75 e p. 104;
- 1962 Eine Strophe für Padraic Colum - Geburtstagsode - Im Tal - Krieger - Morgen, in Weinen über trostlose Tage (fünf Gedichte), in «Wort in der Zeit», 8, 1962, pp. 29–31;
- 1962 I folli. Gli sfollati (Die Irren. Die Häftlinge), Klagenfurt, 1952; anche in Gerhard Fritsch (a cura di), Frage und Formel. Gedichte einer jungen österreichischen Generation, Salzburg, 1963, pp. 86–97;
- 1962 Beschreibung einer Familie - Eine Ursache für John Donne - Erinnerung an die tote Mutter In silva salus - Jetzt im Frühling - Kein Baum - Kitzlochklamm - Schmerz Zwei Bierflaschen und der Eisstock, in Gerhard Fritsch (a cura di), Frage und Formel. Gedichte einer jungen österreichischen Generation, Salzburg, 1963, pp. 86–97;
- 1964 Ein Frühling, in «Spektrum des Geistes», 13, 1964, p. 36;
- 1964 Eine Zeugenaussage, in «Wort in der Zeit», X, 6, 1964, pp. 38–43;
- 1965 Ein junger Schriftsteller, in «Wort in der Zeit», XI, 1-2, 1965, pp. 56–59;
- 1965 Zorn, in Hans-Geert Falkenberg (a cura di), Die sieben Todsünden. Vierzehn Essays, München, 1965, pp. 159–64;
- 1965 Mit der Klarheit nimmt die Kälte zu, in «Jahresring». 65/66, Stuttgart. 1965, pp. 243–45;
- 1966 Politische Morgenandacht in «Wort in der Zeit», 12, 1966, pp. 11–13;
- 1966 Viktor Halbnarr - Una fiaba invernale (Viktor Halbnarr – Ein Wintermärchen), in Vin Dichter erzählen Kindern, Köln, 1966, pp. 250–56;
- 1968 Der Wahrheit und dem Tod auf der Spur. Zwei Reden - Unsterblichkeit ist unmöglich, in «Neues Forum», XV, 173, 1968, pp. 347–49;
- 1970 Nie und mit nichts fertig werden, in «Jahrbuch der Deutschen Akademie für Sprache und Dichtung Darmstadt», 1970, pp. 83 e segg.;
- 1970 Der Berg. Ein Spiel für Marionetten als Menschen oder Menschen als Marionetten, in «Literatur und Kritik», 5, 1970, pp. 330–52;
- 1975 Bernhard Minetti (Brief an Henning Rischbieter), in «Theater heute», 1975, p. 38;
- 1976 Lettera aperta (Leserbrief); tr. it e presentazione di Micaela Latini (in "Cultura tedesca", 30, 2006, pp. 178–179);
- 1978 Der deutsche Mittagstisch. Eine Tragödie für ein Burgtheatergastspiel in Deutschland, in «Die Zeit», 29-12-1978;
- 1978 Die Kleinbürger auf der Heuchelleiter, in «Programmbuch 34», Württembergisches Staatstheater di Stuttgart, stagione 1977/78, pp. 26–28;
- 1982 Verfolgungswahn, in «Die Zeit», 11-01-1982;
- 1982 Ein Antwortbrief, in Jochen Jung (a cura di), Mein(e) Feind(e), «Literaturalmanach», Salzburg, 1982, p. 28;
- 1982 Conversazione con l'autore, a cura di Andé Müller, in Teatro I, Milano: Ubulibri, 1982;
- 1982 Montaigne (Montaigne. Eine Erzählung in 22 Fortsetzungen), in «Die Zeit», 8-10-1982; tr. Pierfrancesco Fiorato, in «Nuova corrente», XLVII, 127, 2001, pp. 7–17;
- 1982 Goethe muore (Goethe stirbt), in «Die Zeit», 19-03-1982; tr. Micaela Latini, in «Almanacchi nuovi», 1, 1999, pp. 116–28; poi in aut aut, 325, 2005, pp. 22–31; (poi trad. di Elisabetta Dell'Anna Ciancia in "Piccola Biblioteca Adelphi", 2013, ISBN 9788845927591)

Nota: L'ultimo scritto da Bernhard poco prima della morte è dedicato alla Tramvia di Gmunden (Straßenbahn Gmunden): una feroce lettera al Salzkammergut-Zeitung contro la soppressione della linea tramviaria di Gmunden, che con i suoi 2,3 km è la più breve del mondo.

## Riconoscimenti
- 1963 Borsa di Studio Julius Campe ('Julius-Campe-Stipendium', assegnato anche a Gisela Elsner e Hubert Fichte);
- 1965 Premio Letterario della Libera Città Anseatica di Brema ('Literaturpreis der Freien Hansestadt Bremen') per "Frost";
- 1967 Premio Onorario Letterario del Circolo Culturale dell'Associazione Federale dell'Industria Tedesca ('Literarische Ehrengabe des Kulturkreises im Bundesverband der deutschen Industrie')
- 1968 Premio Nazionale Austriaco per la Letteratura ('Österreichischer Staatspreis für Literatur')
- 1968 Premio Anton Wildgans ('Anton-Wildgans-Preis')
- 1970 Premio Georg Büchner ('Georg-Büchner-Preis')
- 1972 Premio Franz Theodor Csokor ('Franz-Theodor-Csokor-Preis')
- 1972 Premio Grillparzer ('Grillparzer-Preis')
- 1972 Premio Adolf Grimme ('Adolf-Grimme-Preis')
- 1974 ... ('Hannoverscher Dramatikerpreis')
- 1974 Premio Séguier ('Prix Séguier')
- 1976 Premio Letterario della Camera di Commercio Austriaca ('Literaturpreis der Österreichischen Bundeswirtschaftskammer')
- 1983 Premio Letterario Internazionale Mondello
- 1987 Premio Antonio Feltrinelli ('Antonio-Feltrinelli-Preis' - rifiutato)[6]
- 1988 Premio Médicis ('Prix Médicis') per "Alte Meister"

### Letteratura secondaria (in lingua italiana)
- Aldo G. Gargani, La frase infinita, Laterza, Roma-Bari 1996
- Piero Buscioni, Thomas Bernhard, in "il Fuoco", dicembre 2003-febbraio 2004
- Raoul Kirchmayr (a cura di), Thomas Bernhard: una commedia, una tragedia, in "aut aut", n. 325, gennaio-marzo 2005
- Luigi Reitani (a cura di), Thomas Bernhard e la musica, Carocci, Roma 2005
- Micaela Latini, La pagina bianca. Thomas Bernhard e il paradosso della scrittura, Mimesis, Milano 2010
- Micaela Latini, Il Museo degli errori. Thomas Bernhard e gli Antichi maestri, AlboVersorio, Milano 2011, Ripubblicato in versione aggiornata e ampliata con il titolo Lo sguardo ritratto. Thomas Bernhard tra parola e immagine, Meltemi, Milano 2021.
- Igor Pelgreffi, Note sulla catastrofe del senso: Bernhard, Gargani, Derrida, in "Kaiak. A Philosophical Journey", 2 (2015), (vai al link http://www.kaiak-pj.it/images/PDF/rivista/kaiak-2-apocalissi/Pelgreffi.pdf)
- Stefano Apostolo e Micaela Latini (a cura di), Thomas Bernhard. Nella direzione opposta, in "Cultura tedesca", n. 61, dicembre 2020-2021,